# Blanca de Francia (1328-1394)
Blanca de Francia (Châteauneuf-sur-Loire, 1 de abril de 1328 - Vincennes , 8 de febrero de 1394) es la hija póstuma del rey Carlos IV de Francia y de su tercera esposa Juana de Evreux.

## Biografía
El rey, su padre, murió el 1 de febrero de 1328 dejando a la entonces reina embarazada. El regente Felipe de Valois debe esperar al nacimiento para ser proclamado rey bajo el nombre de Felipe VI de Francia.
Blanca se casó, el 8 de febrero de 1345, con su primo segundo Felipe de Valois, hijo más joven del rey Felipe VI y de Juana de Borgoña. De este matrimonio no hubo descendencia.
A su muerte, fue enterrada en la capilla de Notre-Dame la Blanche de la basílica de San Denís. Su corazón fue dispuesto en la catedral de Orleans y, sus entrañas, en la abadía de Pont-aux-Dames.